# Cycnoderus intinctus
Cycnoderus intinctus là một loài bọ cánh cứng trong họ Cerambycidae.